# Dsinezumi-Weißzahnspitzmaus

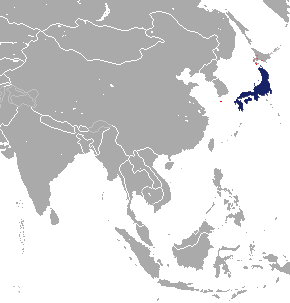
Verbreitungsgebiet der Dsinezumi-Weißzahnspitzmaus, eingeführte Populationen undeutlich in rot

Die Dsinezumi-Weißzahnspitzmaus (Crocidura dsinezumi) ist ein hauptsächlich in Japan verbreitetes Säugetier in der Gattung der Weißzahnspitzmäuse. Das Typusexemplar stammt laut einer Studie von 1967 von der Insel Kyūshū. Die Art ist vermutlich eng mit  Crocidura tanakae und Crocidura lasiura verwandt.

## Merkmale
Diese kleine Spitzmaus erreicht eine Kopf-Rumpf-Länge von 61 bis 84 mm, eine Schwanzlänge von 39 bis 54 mm und hat um 10 mm lange Ohren sowie 11,5 bis 15 mm lange Hinterfüße. Gewichtsangaben fehlen. Kleine borstige Haare sind nur über die vordere Hälfte des Schwanzes verteilt. Das Sommerfell ist oberseits braun und unterseits gelbbraun, während das Winterfell mehr grau und heller ist. Die Hirnschale und der Schnauzenteil des Schädels haben eine langgestreckte Form. Der letzte Schneidezahn, der Eckzahn sowie ein oder zwei Prämolaren auf jeder Seite des Oberkiefers bilden eine Reihe einspitziger Zähne. Dabei ist der erste deutlich länger als die folgenden. Der diploide Chromosomensatz besteht aus 40 Chromosomen (2n=40).

## Verbreitung und Lebensweise
Die Dsinezumi-Weißzahnspitzmaus lebt auf den Hauptinseln Japans, wobei kleinere Populationen auf Hokkaidō eingeführt sind. Zusätzlich wurde die Art auf der südkoreanischen Insel Jeju-do etabliert. Die Spitzmaus lebt im Flach- und Bergland bis 1900 Meter Höhe. Als Habitat dienen Gras- und Strauchflächen, Uferkanten und Kulturlandschaften. Gelegentlich werden Wälder besucht.
Das Tier bewegt sich vorwiegend auf dem Boden und frisst Insekten wie Käfer oder Hautflügler sowie Spinnen, Tausendfüßer, Regenwürmer und Krebstiere. Die Fortpflanzung findet überwiegend zwischen April und Oktober statt. Nach 26 bis 33 Tagen Trächtigkeit enthält ein Wurf bis zu fünf Neugeborene. Die Dsinezumi-Weißzahnspitzmaus teilt ihr Revier mit Rotzahnspitzmäusen und dem Japanischen Spitzmull. Sie wird vom Habichtskauz und Schlangen der Gattung Gloydius gejagt.

## Gefährdung
Die IUCN listet die Art aufgrund fehlender Bedrohungen und einer weiten Verbreitung als nicht gefährdet (least concern).